# Luperus mashonanus
Luperus mashonanus es una especie de insecto coleóptero de la familia Chrysomelidae.
Fue descrita científicamente en 1897 por Martin Jacoby.